# Signature tornadique de rotation
Pour les articles homonymes, voir Signature (homonymie).
Une signature tornadique de rotation (en anglais tornado vortex signature (TVS)) est un mésocyclone intense détecté par un algorithme qui analyse les données Doppler d'un radar météorologique. Cette signature indique la possibilité de la présence d'une tornade sous l'orage associé. Le TVS n'est pas la détection de la tornade elle-même car celle-ci est en général de trop faible dimension (de 1 à 100 mètres) par rapport au faisceau radar (1 kilomètre) pour être visible dans ces données.

## Histoire
Plusieurs groupes de recherche ont travaillé depuis le début des années 1950 sur la détection des caractéristiques radar des orages violents. Le National Severe Storms Laboratory (NSSL) aux États-Unis, créé en 1964, est l'un des premiers à expérimenter l’utilisation de l’effet Doppler-Fizeau pour visualiser le déplacement des gouttes dans un nuage. En 1973, le NSSL enregistre pour la première fois la présence d'un mésocyclone intense dans un orage tornadique près d'Oklahoma City, ce qui va révolutionner l'analyse des orages violents. L'analyse de cet événement, et d'autres par la suite, montre que l'intensité de la rotation dans le nuage est reliée à la formation de tornades et mène au concept de TVS,.
À partir de la fin des années 1980, le National Weather Service américain a modernisé son réseau de radars météorologiques avec un nouveau modèle de radars, appelé NEXRAD, utilisant la fonction Doppler et les algorithmes développés par le NSSL. L'un de ces algorithmes est celui de la Signature tornadique de rotation (TVS). Au début des années 1990, un programme de traitement des données radar appelé WDSS a intégré le TVS avec d'autres algorithmes pour aider à la décision du météorologue quant à l'envoi d'une alerte météorologique. D'autres pays utilisent maintenant des algorithmes similaires au TVS.

## Détection mésocyclonique

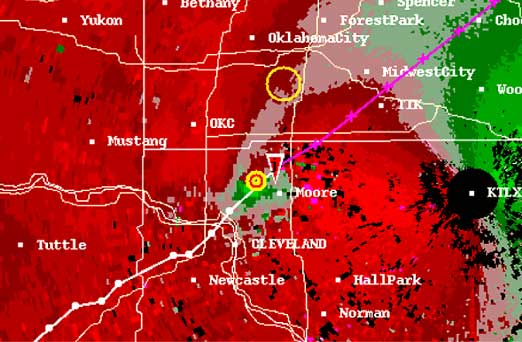
Sortie Doppler d'un radar NEXRAD avec le pointage d'une rotation tornadique possible (le triangle)

Les précipitations dans un nuage peuvent être suivies avec un radar météorologique. La vitesse et la direction de leur déplacement peut être analysé par l'effet Doppler-Fizeau. Lors de rotation pure dans le nuage, les précipitations tournent autour d'un centre et la composante radiale au radar, seule vue par le radar, varie selon la partie de la rotation que l'on regarde. Elle passe d'un maximum positif (vert) pour les gouttes s'approchant du radar à un autre négatif (rouge) pour celles s'éloignant de celui-ci. Là ou le mouvement de rotation est perpendiculaire au faisceau radar, on a une valeur nulle qui se retrouve le long d'une ligne séparant les deux maxima, parallèle au faisceau.
Cependant, il y a en général une convergence des vents vers cette rotation. Dans un tel cas, on a des vecteurs de vent de directions différentes se rejoignant le long d'une ligne ou d'un point rencontre où la vitesse devient nulle. Le radar verrait cela comme un doublet vert-rouge avec une ligne de zéro perpendiculaire au faisceau.
Un mésocyclone est donc une combinaison de rotation et de convergence. L'axe du zéro de vitesse radiale sera alors entre le parallèle et la perpendiculaire au radar. Ceci donne une signature de vitesses Doppler, dans l'image de droite, avec un doublet de couleurs vert (positif)-rouge (négatif) séparé par une zone grise de vitesses radiales nulles. Le mésocyclone est indiqué par le cercle jaune gras.

## Détection tornadique
Ce ne sont pas tous les mésocyclones qui peuvent être associés avec une tornade. En effet, une rotation dans un orage indique la présence d'une fort cisaillement horizontal et vertical des vents qui peut engendrer autant des tornades que des rafales descendantes ou parfois rien du tout. C'est pourquoi l'algorithme de signature tornadique de rotation correspond à la détection d'un mésocyclone ayant des caractéristiques bien particulières. Il existe des variations de codage mais en général l'algorithme demande,:
- Une différence seuil entre les maxima des vents entrants et sortants. Ce seuil peut être ajustable : 25 km/h pour les situations de faibles tornades comme celles associées les fronts de rafales et d'au moins 126 km/h pour les orages supercellulaires ;
- Il doit en général être détecté en altitude et descendre avec le temps ;
- Le mésocyclone associé doit être présent sur une certaine épaisseur de l'atmosphère dans le nuage.

Lorsqu'un tel mésocyclone est détecté, le programme ajoute à l'image radar une icône pour attirer l'attention du météorologue. Dans l'image de droite, il s'agit du triangle rouge. En cliquant sur celui-ci, on peut obtenir les caractéristiques de cette détection.

## Taux de réussite
Malgré ces conditions très strictes, on estime à seulement 30 % le taux de réussite de l'algorithme. En effet, à moins que la tornade passe très près du radar, la résolution des données ne peut montrer la tornade elle-même. De plus, le radar sonde sur des angles d'élévation bien précis, généralement entre 0,5 et 30 degrés, ce qui laisse une zone non sondée près du sol et juste au-dessus du radar. Or la tornade se produit sous le nuage, habituellement dans le premier kilomètre au-dessus du sol. La rotation notée par le radar au-dessus de 1 km dans le nuage peut alors très bien ne pas se concrétiser en tornade pour toutes sortes de raisons.